# Lithobius electrinus
Lithobius electrinus är en mångfotingart som först beskrevs av Karl Wilhelm Verhoeff 1937.  Lithobius electrinus ingår i släktet Lithobius och familjen stenkrypare. Inga underarter finns listade i Catalogue of Life.